# Pequot-Krieg

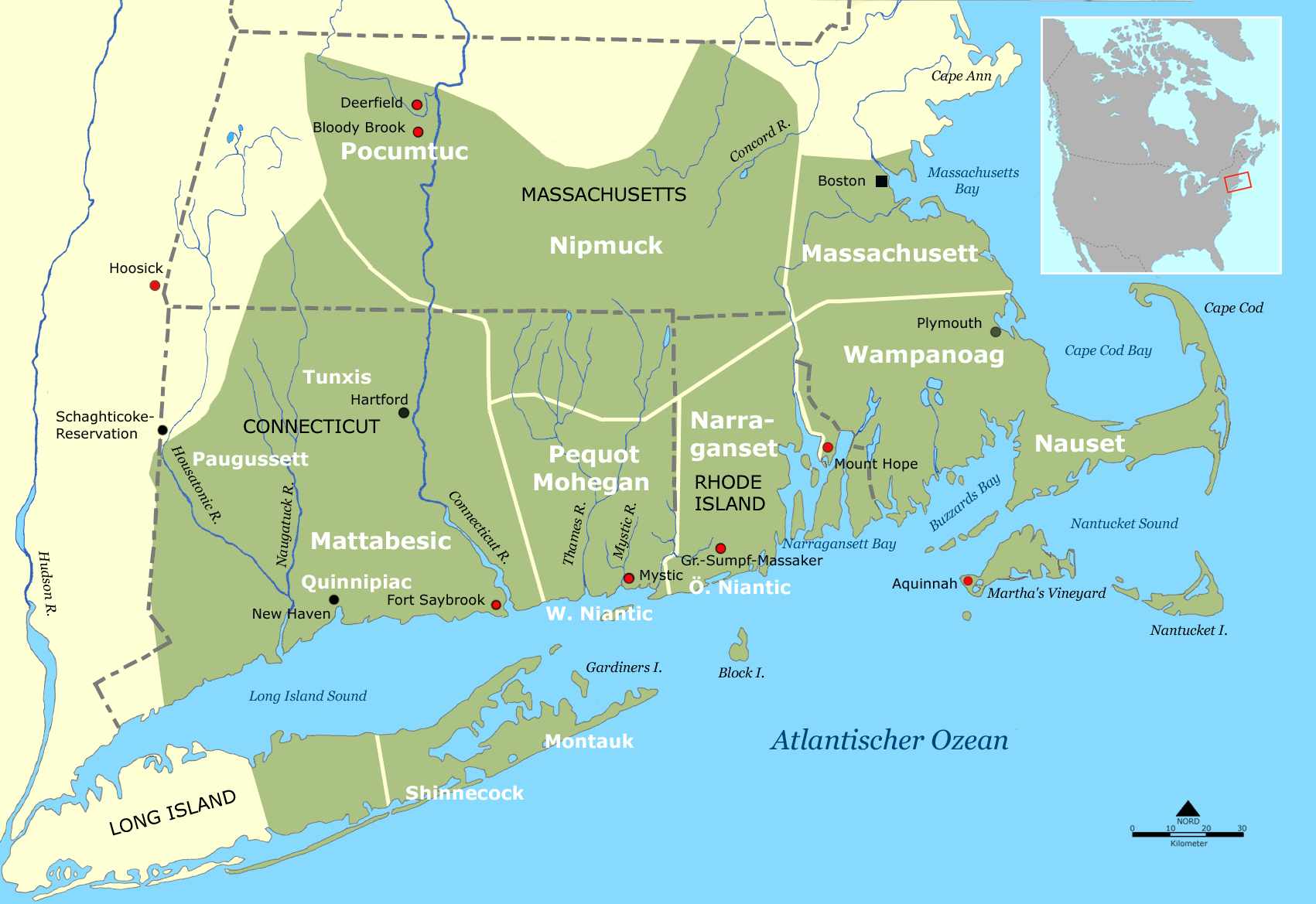
Schauplatz des Pequot-Krieges im südlichen Neuengland

Der Pequot-Krieg von 1637 war die erste ernsthafte bewaffnete Auseinandersetzung zwischen den indianischen Ureinwohnern Neuenglands und den britischen Kolonisten. Der Krieg, der am Beginn der Indianerkriege zur Unterwerfung der Indianer Nordamerikas durch die europäischen Siedler stand, endete mit der fast vollständigen Auslöschung der Pequot-Indianer.

## Geschichtlicher Hintergrund
Die frühen Beziehungen zwischen den englischen Kolonien von Plymouth in Neuengland (1621 von Pilgervätern gegründet) sowie Jamestown in Virginia (seit 1624 eine britische Kolonie), den beiden Kerngebieten der englischen Besiedelung Nordamerikas, und den Ureinwohnern ähnelten einander. Die Siedler, aus England geflohene Protestanten und Puritaner, waren von indianischer Gastfreundschaft, indianischer Nahrung und indianischer Erfahrung abhängig, wurden jedoch in zunehmendem Maße arrogant, fordernd und gefühllos gegenüber den Rechten der Ureinwohner. Erste Feindseligkeiten mit den Indianern konnten die Verantwortlichen in Plymouth durch den Abschluss eines Vertrages zwischen der Kolonie und Massasoit abwenden. Massasoit war der Kriegshäuptling der Wampanoag, der die ums Dasein kämpfende Kolonie 1621 besuchte. Im Wortlaut des Vertrages verpflichteten sich beide Seiten, den Frieden zu bewahren und Vertragsbrüche zu bestrafen.
Dennoch drangen Siedler unter Führung von Captain Miles Standish aus der Plymouth-Kolonie und Captain John Smith von der Virginia-Kolonie in das Hinterland vor, bedrohten die indianischen Führer, plünderten deren Vorratslager und erpressten oder tauschten, teils unter Zwang, Lebensmittel. Die anfangs friedlichen Beziehungen zwischen den ursprünglichen Bewohnern der Region und den europäischen Einwanderern verschlechterten sich zunehmend.
Die Siedler in Plymouth zögerten nicht, den Indianern gegenüber Gewalt anzuwenden, oft mit fragwürdiger Rechtfertigung, wie im Falle von Standishs Angriff auf die Indianer an der Massachusetts Bay im Winter 1622/23, als Unruhen in einer Kolonie unter Thomas Weston ausgebrochen waren. Gouverneur William Bradford rechtfertigte diesen Präventivschlag mit einer ihm berichteten Verschwörung der Massachusett-Indianer gegen Westons Leute und gegen die Kolonie der Pilgerväter. Bradford gab zu, dass Westons Männer die Indianer bestohlen hatten, aber er akzeptierte die Ausschaltung der Verschwörer, bevor sie zuschlagen konnten. Die Information der Kolonisten über die angebliche Verschwörung soll von ihrem Verbündeten Massasoit, dem Sachem der Wampanoag-Indianer, gekommen sein. Die Furcht vor Verschwörungen bzw. Angriffen der Indianer war unter den Kolonisten allerdings weit verbreitet.
Die Pilgerväter bewiesen ihre Bereitschaft zur Gewaltanwendung gegenüber jenen, die gegen ihre Überzeugung verstießen, mit ihrem Angriff auf die Kolonie des Thomas Morton, der 1625 in Merrymount nahe der heutigen Stadt Quincy einen Maibaum errichtet hatte. Er wohnte dort in engem Kontakt mit den Indianern und tauschte europäische Waren gegen Felle und puritanische Wertvorstellungen gegen indianische Zugeständnisse. Die kleine Kolonie wurde zerstört und Morton davongejagt. Mortons Kolonie war eine Beleidigung für puritanische Moralvorstellungen. Eine Interpretation besagt, er sei eine Bedrohung für die armen Seelen der Kolonisten gewesen. Die koloniale Führung hatte weder Schuldgefühle bei der Zerstörung von Mortons Kolonie noch bei der Vernichtung irgendeiner indianischen Gruppe, durch die sie ihre Werte bedroht sah.

## Der Konflikt zwischen Siedlern und Pequot
Das Siedlungsgebiet der Pequot lag zwischen dem Thames River im Westen und der heutigen Westgrenze des Bundesstaates Rhode Island im Osten. Die Kolonie Connecticut grenzte im Westen an das Gebiet, Plymouth im Osten und Massachusetts im Norden. 
Im Jahr 1634 wurde ein englischer Gauner, Kapitän John Stone, von Westlichen Niantic getötet, die mit den Pequot verbündet waren. Dies nahm die Führung der Massachusetts Bay Colony zum Anlass, unangemessene und unbegründete Forderungen an die Pequot zu stellen. Ein am 1. November 1634 unterzeichneter Vertrag verhinderte vorläufig einen Krieg.
Als am 20. Juli 1636 ein weiterer Schiffskapitän namens John Oldham von einigen Narraganset auf Block Island getötet wurde, sandte die Führung der Kolonie eine Expedition von 80 Freiwilligen unter John Endecott, John Underhill und William Turner mit dem Befehl aus, die indianischen Krieger auf Block Island zu töten, die Frauen und Kinder gefangen zu nehmen und die Insel zu besetzen. Im Anschluss an diese Strafexpedition fuhren die Siedler zurück zum Festland, zogen in das Pequot-Land und verlangten die Auslieferung der Mörder von Kapitän Stone und anderen Engländern, dazu 1.000 Faden (1 Faden = 1,83 m) Wampum als Wiedergutmachung und einige Kinder als Geiseln. Wenn die Pequot ablehnten, würden sie mit Bestrafung rechnen müssen. Gouverneur John Winthrop erklärte später, dass die ursprüngliche Absicht gewesen sei, Endecotts Streitmacht nur nach Block Island zu schicken, „und unser Marsch zu den Pequot geschah in der Hoffnung, sie zum Verhandeln zu bringen und zu einem friedlichen Ende“.
Die Expedition war wenig erfolgreich, außer dass sie den bis dahin bestehenden Frieden zwischen den Pequot und den Engländern beendete und die Besatzung von Fort Saybrook an der Mündung des Connecticut Rivers in Lebensgefahr brachte. Es stand unter dem Kommando von Leutnant Lion Gardiner, der empört war über Endecotts hastige und uneffektive Such- und Vernichtungsaktion gegen die Pequot. Nach Endecotts Abzug überfielen die Indianer als Vergeltung abgelegene Siedlungen der Connecticut-Siedler, die die Folgen zu tragen hatten. Als die Pequot erkannten, dass die Siedler aus Connecticut und Massachusetts unnachgiebig waren, und ihre Frauen und Kinder mit dem Tode bedrohten, versuchten sie ihr früheres Bündnis mit den Narraganset zu erneuern und sich mit ihnen im Kampf gegen die Kolonisten zu vereinigen. Durch Zufall gelang es Roger Williams eine Ratsversammlung zu unterbrechen, in der die Pequot und Narraganset ihre Differenzen beilegen wollten. Stattdessen bot er den Narraganset ein Bündnis gegen die Pequot an. Die Narraganset folgten seinem Angebot und stellten sich somit unter den Befehl der Kolonisten, was nicht nur zur Vernichtung der Pequot, sondern letztlich auch zu ihrer eigenen führte.
Auf Seiten der Engländer waren mehrere unabhängige britische Kolonien an diesem Konflikt beteiligt, die jeweils eine eigene Führung hatten:
- Massachusetts Bay Colony: Gouverneure Henry Vane und John Winthrop, Captain John Underhill und John Endecott
- Plymouth Colony: Gouverneur Edward Winslow und William Bradford
- Connecticut: Führer Thomas Hooker, Captain John Mason

Neben den Pequot waren eine Anzahl weiterer Indianerstämme involviert, entweder auf Grund von Allianzen oder engen Verbindungen:
- Pequot: Sachem Sassacus
- Westliche Niantic: Sachem Sassious
- Mohegan: Sachem Uncas
- Narraganset: Sachem Miantonomoh
- Metoac oder Montauk

### Das Mystic-Massaker

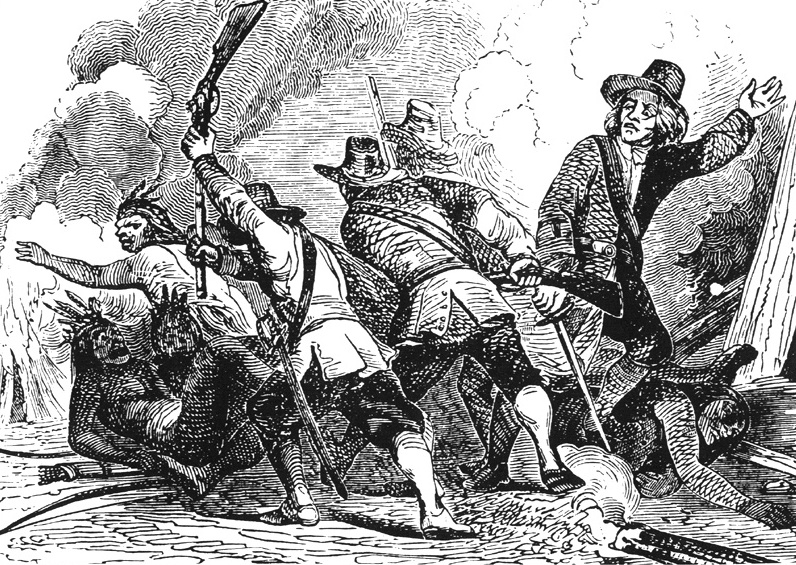
Angriff der Kolonisten auf das Pequot-Fort am Mystic River

Angriff auf das Fort am Mystic River, Darstellung aus dem 17. Jh.

Am 1. Mai 1637 erklärte die Führung der Kolonie von Connecticut den Offensiv-Krieg gegen die Pequot. Sowohl Connecticut als auch Massachusetts unternahmen Feldzüge gegen die Indianer, wobei jede Kolonie hoffte, diese Nation vor den anderen zu vernichten. Nach Einschätzung des Historikers Francis Jennings entschloss sich Captain John Mason aufgrund der Unzuverlässigkeit seiner Truppen dazu, den Kampf zu vermeiden und sich auf indianische Zivilisten zu konzentrieren. Mason aus Connecticut marschierte mit 90 Engländern und mehreren Hundert indianischen Verbündeten zu einem befestigten Pequot-Dorf am Mystic River. Am 26. Mai wurde das Fort von den Belagerern umstellt und in Brand geschossen. Die Einwohner versuchten zu fliehen, wurden aber in die Flammen zurückgetrieben. Der Bericht eines Augenzeugen ist überliefert:

„Mehr als 500 Indianer brieten im Feuer und Ströme von Blut sickerten durch die Palisaden hindurch. Der Gestank war fürchterlich, aber der Sieg war ein süßes Opfer und wir beteten alle zu Gott, um ihm für seinen Beistand zu danken.“

Die Zahl der Getöteten wird in der neueren Forschung mit bis zu 700 angegeben. Wie viele Niantic und Narraganset bei den folgenden Gefechten ums Leben kamen, ist unbekannt.
Captain Mason, der den Befehl hatte die Pequot auszurotten, verfolgte nun mit seinem Kommando die geflohenen Indianer, tötete sie oder legte sie in Ketten. Am 28. Juli wurde die letzte große Gruppe von fliehenden Pequot in der Nähe von New Haven vernichtet.

### Das Ende von Sassacus
Die übrigen Pequot verließen ihre Dörfer und flohen zumeist in kleinen Gruppen zu benachbarten Stämmen, bei denen sie entweder aufgenommen oder auch getötet wurden, zum Beispiel von Mohegan- und Narraganset-Kriegern. Die größte Gruppe unter der Führung ihres Sachems Sassacus floh zu den Metoac auf Long Island, bei denen sie aber nicht bleiben durften. So führte er seine etwa 400 verbliebenen Stammesmitglieder an der Küste entlang nach Westen zu den Niederländern in Neu-Amsterdam.
Mitte Juni wurde Captain John Mason erneut ausgesandt und marschierte mit 160 Kolonisten und 40 Mohegan-Scout unter ihrem Sachem Uncas den geflohenen Pequot entgegen. In einem Sumpf nahe dem heutigen Fairfield wurden die Pequot umzingelt, lehnten aber eine kampflose Aufgabe ab. Daraufhin wurde den Frauen und Kindern erlaubt, den Sumpf zu verlassen. Im anschließenden Gefecht fanden 180 Pequot den Tod oder wurden gefangen, Sassacus aber gelang mit etwa 80 Kriegern die Flucht. Sie flohen nach Westen zu den Mohawk im heutigen Bundesstaat New York. Diese jedoch hatten die Kampfkraft der Engländer erlebt, töteten Sassacus und schickten seinen Kopf nach Hartford, der Hauptstadt der jungen Kolonie Connecticut. Die Gegend in der Nähe von Guilford, in der das geschah, heißt noch heute „Sachem's Head“ (dt. Kopf des Sachem).

## Folgen
Am 21. September 1638 unterzeichneten die siegreichen indianischen Verbündeten einen Vertrag mit den Kolonisten, der als „der erste Vertrag von Hartford“ bekannt wurde. Die jüngeren gefangenen Pequot wurden als Sklaven an die Mohegan, Narraganset und Metoac verteilt, die übrigen wurden Diener bei Kolonisten in Connecticut und Massachusetts. Die Engländer forderten das Land der Pequot, die offiziell als „nicht mehr existent“ bezeichnet wurden.
Die Indianer im südlichen Neuengland waren entsetzt über die unbarmherzige Kriegsführung der Engländer, das Töten oder Versklaven aller überlebenden Pequot, davon sogar einiger, die sich freiwillig den Narraganset ergeben hatten, um in ihren Stamm aufgenommen zu werden. Der Sieg über die Pequot und die versuchte Ausrottung hatten einen starken Effekt auf die anderen indianischen Völker im südlichen Neuengland. Denn Vernichtung bis zur restlosen Ausrottung des Gegners war ihnen etwas vollkommen Unbekanntes. Man bekämpfte einen Feind im Gefecht, nach dem Sieg aber ließ man von ihm ab. Niemals hatten sie Kämpfe erlebt, in denen ein ganzes Volk sterben sollte. Sie standen mit Abscheu vor dem Geschehen, dass die britischen Kolonisten Frauen, Alte und sogar Kinder in das Feuer zurücktrieben und versuchten, jeden Fliehenden zu verfolgen und zu töten.
Nach dem Pequot-Krieg gab es eine längere Friedens-Periode, da es eine Generation lang kein Stamm wagte, sich gegen die Briten aufzulehnen. Erst 1675, mit dem King Philip’s War, kam es zum nächsten Krieg.

### Thanksgiving
Das nordamerikanische Erntedankfest – englisch Thanksgiving – wird gelegentlich mit dem Pequot-Krieg in Verbindung gebracht. Die Pilgerväter, so wird berichtet, verkündeten ihr zweites formelles Erntedankfest im Jahre 1637. Ein Prediger in Hartford erklärte den 15. Juni 1637 zum Tag des Gebetes und Dankes für die unversehrte Rückkehr der Miliz aus Mystic. Es war jedoch in keiner Weise ein allgemeiner Feiertag der Puritaner und Hartford hatte zu dieser Zeit nur 450 Einwohner.